# Варягін Олександр Осипович
Олександр Осипович Варягін — актор, сценарист, кінорежисер 1910-х років, оперетковий антрепренер. Працював у Катеринославі на кіностудії Ф. Щетиніна.

## Загальні відомості
Працював в опереті. Мав оперетково-фарсову трупу.
Очолював товариства акторів у Києві та Одесі.
З 1913 року знімався в кіно як актор.
1915—1916 років був кінорежисером.
Журнал «Дом искусств» (Петербург) в № 1 за 1921 рік повідомляв, що О. Варягін перебрався до Берліна.

## Вибіркова фільмографія
- 1913 — «Страшна помста горбаня К.»
- 1914 — «Сонька — золота ручка» (актор в ролі Бренера)
- 1915 — «Богдан Хмельницький»
- 1915 — «Героїчний подвиг сестри-жалібниці Римми Михайлівни Іванової»
- 1915 — «Героїчний подвиг телефоніста Олексія Манухи»
- 1915 — «На славу російської зброї»
- 1915 — «На полі брані»
- 1916 — «Вмер бідолаха в лікарні військовій»
- 1916 — «Тринадцять чорних лебедів» (актор в ролі князя Зирянського)
- 1916 — «Помер бідолаха в лікарні військовій»